# 16. Tony-gála
A 16. Tony-gála az 1961/1962-es szezon legjobb Broadway színházi alakításait értékelte. A díjátadót 1962. április 29-én tartották a New York-i Waldorf-Astoriaban, a műsor házigazdái Ray Bolger és Robert Preston voltak. A gálát a WCBS-TV közvetítette élőben.

## Győztesek és jelöltek
A nyertesek félkövérrel jelölve.
| Legjobb színdarab | Legjobb musical |
| --- | --- |
| - Egy ember az örökkévalóságnak – Robert Bolt - Gideon – Paddy Chayefsky - A gondnok – Harold Pinter - Az iguána éjszakája – Tennessee Williams                                                                                    | - How to Succeed in Business Without Really Trying - Carnival! - Milk and Honey - No Strings |
| Legjobb színdarabproducer | Legjobb musicalproducer |
| - Robert Whitehead, Roger L. Stevens – Egy ember az örökkévalóságnak - Charles Bowden, Viola Rubber – Az iguána éjszakája - Fred Coe, Arthur Cantor – Gideon - David Merrick – Ross                                                | - Cy Feuer, Ernest H. Martin – How to Succeed in Business Without Really Trying - Helen Bonfils, Haila Stoddard, Charles Russel – Sail Away - David Merrick – Carnival! - Gerard Oestriecher – Milk and Honey                               |
| Legjobb musicalszerző | Legjobb eredeti zene |
| - Abe Burrows, Jack Weinstock, Willie Gilbert – How to Succeed in Business Without Really Trying - Michael Stewart, Helen Deutsch – Carnival!                                                                                      | - No Strings – Richard Rodgers (zene és dalszöveg) - Kwamina – Richard Adler (zene és dalszöveg) - Milk and Honey – Jerry Herman (zene és dalszöveg) - How to Succeed in Business Without Really Trying – Frank Loesser (zene és dalszöveg) |
| Legjobb férfi főszereplő színdarabban | Legjobb női főszereplő színdarabban |
| - Paul Scofield – Egy ember az örökkévalóságnak (Morus Tamás) - Fredric March – Gideon (Az Úr angyala) - John Mills – Ross (Ross) - Donald Pleasence – A gondnok (Davies)                                                          | - Margaret Leighton – Az iguána éjszakája (Hannah Jelkes) - Gladys Cooper – Út Indiába (Mrs. Moore) - Colleen Dewhurst – Great Day in the Morning (Phoebe Flaherty) - Kim Stanley – A Far Country (Elizabeth von Ritter)                    |
| Legjobb férfi főszereplő musicalben | Legjobb női főszereplő musicalben |
| - Robert Morse – How to Succeed in Business Without Really Trying (J. Pierrepont Finch) - Ray Bolger – All American (Fodorski) - Alfred Drake – Kean (Edmund Kean) - Richard Kiley – No Strings (David Jordan)                     | - Anna Maria Alberghetti – Carnival! (Lili Daurier) (döntetlen) - Diahann Carroll – No Strings (Barbara Woodruff) (döntetlen) - Molly Picon – Milk and Honey (Clara Weiss) - Elaine Stritch – Sail Away (Mimi Paragon)                      |
| Legjobb férfi mellékszereplő színdarabban | Legjobb női mellékszereplő színdarabban |
| - Walter Matthau – A bolond lány (Benjamin Beaurevers) - Godfrey M. Cambridge – Purlie Victorious (Gitlow Judson) - Joseph Campanella – A Gift of Time (Daniel Stein) - Paul Sparer – Ross (Auda Abu Tayi)                         | - Elizabeth Ashley – Take Her, She's Mine (Mollie Michaelson) - Zohra Lampert – Look We've Come Through (Jennifer Lewison) - Janet Margolin – Daughter of Silence (Anna Albertini) - Pat Stanley – Egy vasárnap New Yorkban (Eileen Taylor) |
| Legjobb férfi mellékszereplő musicalben | Legjobb női mellékszereplő musicalben |
| - Charles Nelson Reilly – How to Succeed in Business Without Really Trying (Bud Frump) - Orson Bean – Subways Are for Sleeping (Charlie Smith) - Severn Darden – From the Second City (Előadó) - Pierre Olaf – Carnival! (Jacquot) | - Phyllis Newman – Subways Are for Sleeping (Martha Vail) - Elizabeth Allen – The Gay Life (Magda) - Barbara Harris – From the Second City (További szereplők) - Barbra Streisand – I Can Get It for You Wholesale (Miss Marmelstein)       |
| Legjobb színdarabrendező | Legjobb musicalrendező |
| - Noel Willman – Egy ember az örökkévalóságnak - Tyrone Guthrie – Gideon - Donald McWhinie – A gondnok - José Quintero – Great Day in the Morning                                                                                  | - Abe Burrows – How to Succeed in Business Without Really Trying - Gower Champion – Carnival! - Joe Layton – No Strings - Joshua Logan – All American                                                                                       |
| Legjobb koreográfia | Legjobb karmester és zenei igazgató |
| - Agnes de Mille – Kwamina - Joe Layton – No Strings - Michael Kidd – Subways Are for Sleeping - Dania Krupska – The Happiest Girl in the World                                                                                    | - Elliot Lawrence – How to Succeed in Business Without Really Trying - Pembroke Davenport – Kean - Herbert Greene – The Gay Life - Peter Matz – No Strings                                                                                  |
| Legjobb díszlettervezés | Legjobb jelmeztervezés |
| - Will Steven Armstrong – Carnival! - Rouben Ter-Arutunian – Út Indiába - David Hays – No Strings - Oliver Smith – The Gay Life | - Lucinda Ballard – The Gay Life - Donald Brooks – No Strings - Motley – Kwamina - Miles White – Milk and Honey |

## Műsorvezetők
A gálán az alábbi műsorvezetők működtek közre:
- Judith Anderson
- Art Carney
- Ossie Davis
- Ruby Dee
- Olivia de Havilland
- Albert Dekker
- Anita Gillette
- Hermione Gingold
- Robert Goulet
- Helen Hayes
- Celeste Holm
- Sally Ann Howes
- Ron Husman
- Hal March
- Helen Menken
- Geraldine Page
- Hugh O'Brian
- Elaine Perry
- Tom Poston
- Jason Robards

## Fordítás
- Ez a szócikk részben vagy egészben  a(z)   16th Tony Awards című angol Wikipédia-szócikk fordításán alapul.  Az eredeti cikk szerkesztőit annak laptörténete sorolja fel. Ez a jelzés csupán a megfogalmazás eredetét és a szerzői jogokat jelzi, nem szolgál a cikkben szereplő információk forrásmegjelöléseként.